# Gare d'Aberdeen
La gare d'Aberdeen est située dans le centre-ville d'Aberdeen en Écosse, tout près de Union Street. Elle est la gare terminus sur la East Coast Main Line entre Londres (gare de King's Cross) et Aberdeen, et le point de départ ou le terminus de nombreux services régionaux en Écosse. London North Eastern Railway dessert la principale route d’Aberdeen à Londres avec trois trains par jour ; la CrossCountry dessert la route d'Aberdeen au sud-ouest de l'Angleterre. ScotRail assure les liaisons en Écosse, tandis que la liaison nocturne en voitures-lits vers Londres Euston est assurée par Caledonian Sleeper.